# Каргін Валентин Олексійович
Каргін Валентин Олексійович (нар. 23 січня 1907 — 21 жовтня 1969) — радянський хімік, академік Академії наук СРСР. Герой Соціалістичної Праці (1966).

## Життєпис
Народився в м. Катеринославі нині м. Дніпропетровськ.
Закінчив Московський університет (1930); працював у физико-хімічному інституті ім. Л. Я. Карпова (1930) і МДУ(Московський державний університет імені М. С. Ломоносова) (1956—1969).
Один з творців радянської наукової школи по фізико-хімії полімерів.
Основні праці присвячені механізму утворення колоїдних систем і особливо, фізико-хімії високомолекулярних з'єднань.
Досліджував закономірності механічних і термомеханічних властивостей полімерів, зв'язок між физико-хімічними властивостями полімерних матеріалів і їх будовою на молекулярному і надмолекулярному рівнях.
Ці роботи привели до знаходження ефективних способів структурно-хімічній і фізичній модифікації пластмас, каучуків і хімічних волокон.
У 1956 році заснував в Московському державному університеті першу в СРСР університетську кафедру високомолекулярних з'єднань.
Його роботи знайшли широке вживання в промисловості.
Ініціатор створення «Енциклопедії полімерів».
Головний редактор журналу «Високомолекулярні з'єднання» (1959—69).
Нагороджений 3 орденами Леніна, а також медалями.
Помер 21 жовтня 1969 року.